# Eiras e São Paulo de Frades
Eiras e São Paulo de Frades (llamada oficialmente União das Freguesias de Eiras e São Paulo de Frades) es una freguesia portuguesa del municipio de Coímbra, distrito de Coímbra.

## Historia
Fue creada el 28 de enero de 2013 en aplicación de una resolución de la Asamblea de la República de Portugal promulgada el 16 de enero de 2013 con la unión de las freguesias de Eiras y São Paulo de Frades, pasando su sede a estar situada en la antigua freguesia de Eiras.

## Demografía
| Gráfica de evolución demográfica de Eiras e São Paulo de Frades entre 2011 y 2021 |
|                                                                                   |
| Datos según el nomenclátor publicado por el INE portugués.                        |